# Epoca d'argento della poesia russa
Epoca d'argento della poesia russa è un termine tradizionalmente applicato, dai filologi russi, al periodo che va dall'ultimo decennio del XIX secolo e ai primi due o tre decenni del XX.

## Storia
Fu un periodo eccezionalmente creativo nella storia della poesia russa, alla pari con l'epoca d'oro un secolo prima. Il termine epoca d'argento fu per la prima volta usato dal filosofo Nikolaj Aleksandrovič Berdjaev, ma divenne consuetudine riferirsi così a questa epoca nella letteratura russa degli anni 1960. Nel mondo occidentale erano più comuni altri termini, tra cui "Fin de siècle" e "Belle Époque".
Anche se si può dire che l'epoca d'argento sia davvero iniziata con la comparsa dei "Versi per una bella signora" di Aleksandr Aleksandrovič Blok, molti studiosi hanno esteso il suo quadro cronologico per includere le opere degli anni 1890, a partire dal manifesto di Nikolaj Minskij, "Con la luce della coscienza" (1890), il trattato di Dmitrij Sergeevič Merežkovskij "Sulle ragioni del declino della letteratura russa contemporanea" (1893), l'almanacco di Valerij Jakovlevič Brjusov "Simbolisti russi" (1894) e le poesie di Konstantin Dmitrievič Bal'mont e Mirra Lochvickaja.
L'inizio del XX secolo fu il periodo degli sconvolgimenti sociali e delle attività culturali. La rappresentazione realistica della vita non era più soddisfacente per gli autori e le loro argomentazioni con i classici del XIX secolo generarono diversi nuovi movimenti letterari.
Sebbene l'epoca d'argento fosse dominata dai movimenti artistici del Simbolismo russo, dell'Acmeismo e del Futurismo, fiorirono molte scuole poetiche, compresa la tendenza dell'anarchismo mistico all'interno del movimento simbolista. C'erano anche poeti come Ivan Alekseevič Bunin, Marina Ivanovna Cvetaeva e Boris Poplavskij̝ che si rifiutavano di allinearsi a uno di questi movimenti. Aleksandr Aleksandrovič Blok emerse come il principale poeta, rispettato praticamente da tutti. Anche le carriere poetiche di Anna Andreevna Achmatova, Boris Pasternak e Osip Ėmil'evič Mandel'štam, tutte lunghe diversi decenni, furono lanciate in quel periodo.
L'epoca d'argento si concluse dopo la fine della guerra civile russa. La morte di Blok e l'esecuzione di Nikolaj Stepanovič Gumilëv nel 1921, così come l'apparizione della molto influente collezione di Pasternak, "Mia sorella è vita" (1922), segnarono la fine dell'epoca. Questa fu nostalgicamente ripensata dai poeti emigrati, guidati da Georgij Vladimirovič Ivanov a Parigi e Vladislav Chodasevič a Berlino. Il lavoro dei poeti dell'epoca d'argento fu largamente trascurato o proibito durante il periodo sovietico, ma è stato ripreso dai cantautori russi, come Elena Frolova e Larisa Novosel'ceva.